# Sainte-Geneviève (Oise)
Sainte-Geneviève ist eine französische Gemeinde mit 3.478 Einwohnern (Stand 1. Januar 2022) im Département Oise in der Region Hauts-de-France. Sie gehört zum Arrondissement Beauvais, zum Gemeindeverband Thelloise und zum Kanton Chaumont-en-Vexin.

## Geographie
Die an der früheren Route nationale 1 gelegene Gemeinde Sainte-Geneviève im Pays de Thelle mit den Ortsteilen Le Petit Fercourt, La Croix und La Fusée liegt rund 16 Kilometer westlich von Creil und 18 Kilometer südlich von eauvais. Von 1880 bis 1949 wurde sie von der Bahnlinie Chemin de fer de Hermes à Beaumont (mit Meterspur) bedient.

## Geschichte
Im Jahr 1333 wurde in Sainte-Geneviève eine Pilgerherberge (Hôtel-Dieu) errichtet. Im 19. Jahrhundert entwickelte sich neben der Herstellung von Fächern die Zahnbürstenfabrikation, die Gebäude der Fabrik Lesieur-Lesbroussart sind erhalten. In den 1920er Jahren kam die Herstellung von Fieberthermometern auf, die 1995 eingestellt wurde. In den 1960er Jahren setzte eine verstärkte Industrialisierung ein.

## Einwohner
| Jahr                       | 1962 | 1968 | 1975 | 1982 | 1990 | 1999 | 2006 | 2013 | 2021 |
| -------------------------- | ---- | ---- | ---- | ---- | ---- | ---- | ---- | ---- | ---- |
| Einwohner                  | 1228 | 1289 | 1696 | 2011 | 2422 | 2577 | 2631 | 2889 | 3450 |
| Quellen: Cassini und INSEE |      |      |      |      |      |      |      |      |      |

## Sehenswürdigkeiten
- Kirche Sainte-Geneviève aus dem 14. bis 18. Jahrhundert, 1983 als Monument historique eingetragen (siehe auch: Liste der Monuments historiques in Sainte-Geneviève (Oise))
- Typische Häuser des Pays de Thelle
- Bildstöcke
- Wasserturm

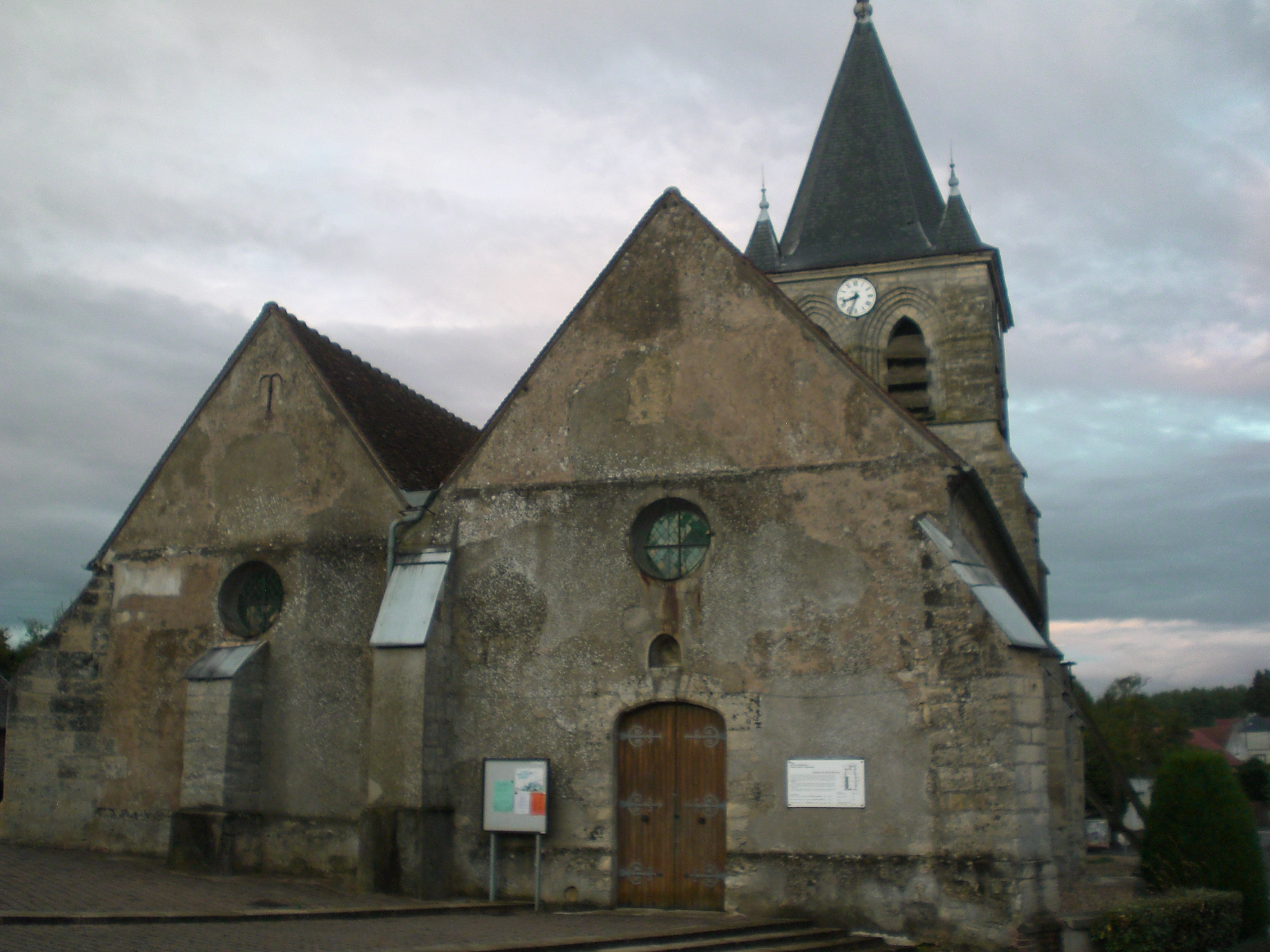
Kirche Sainte-Geneviève

## Gemeindepartnerschaften
Seit 2003 besteht eine Partnerschaft zwischen den Gemeinden Mortefontaine-en-Thelle, Sainte-Geneviève und Ully-Saint-Georges und den Gemeinden der Unione Coser Bassa Vercellese (Caresana, Motta de’ Conti, Pertengo, Pezzana und Stroppiana).